# Centralna Wieża Radiowo-Telewizyjna
Centralna Wieża Radiowo-Telewizyjna lub Centralna Wieża Nadawcza (chiń. 中央广播电视塔; pinyin Zhōngyāng Guǎngbò Diànshìtǎ) – najwyższa wieża w Pekinie, o wysokości 405 metrów, otwarta w 1992 roku.
Położona jest w zachodniej części Pekinu. Po jej wschodniej stronie znajduje się park Yuyuantan.
Na wysokości 238 metrów mieści się platforma, na której z tarasu widokowego lub obracającej się powoli restauracji można podziwiać panoramę miasta.